# 杭州拱墅宝龙广场
杭州拱墅宝龙广场，建设时又称杭州城北地铁宝龙广场，是位于浙江省杭州市拱墅区春蓝路288号的一座商业综合体，包括1栋购物中心、约1万方2-4层商业街、2栋写字楼以及2栋公寓。这是宝龙商业在杭州的第13个项目，同时作为地铁4号线桃源街站的上盖物业，地铁集团也参与了项目开发。商场原计划于2022年底开业，最终延迟到2024年5月24日开业。写字楼T4幢目前作为乐刻大厦使用。